# Chi Rau diếp đắng
Chi Rau diếp đắng, hay còn gọi là Chi Kim anh, (danh pháp khoa học: Ixeris) là một chi thực vật có hoa trong họ Cúc (Asteraceae).

## Loài
Chi Ixeris gồm các loài: